# Griechische Badmintonmeisterschaft 2021
Die Griechische Badmintonmeisterschaft 2021 fand vom 24. bis zum 25. Juli 2021 in Volos statt. 

## Medaillengewinner
| Disziplin    | Gold                                       | Silber                                                     | Bronze                                      |
| ------------ | ------------------------------------------ | ---------------------------------------------------------- | ------------------------------------------- |
| Herreneinzel | Paschalis Melikidis                        | Marios Michail Boulios                                     | Theodoros Papadopoulos                      |
| Herreneinzel | Paschalis Melikidis                        | Marios Michail Boulios                                     | Stamatis Tsigirdakis                        |
| Dameneinzel  | Grammatoula Sotiriou                       | Dimitra Kalomira Kroystalli                                | Polyvia Tzika                               |
| Dameneinzel  | Grammatoula Sotiriou                       | Dimitra Kalomira Kroystalli                                | Athanasia Paulina Vlachantoni               |
| Herrendoppel | Paschalis Melikidis Panagiotis Skarlatos   | Andreas Bittner Stamatis Tsigirdakis                       | Michail Damianidis Dimitris Orlis           |
| Herrendoppel | Paschalis Melikidis Panagiotis Skarlatos   | Andreas Bittner Stamatis Tsigirdakis                       | Dimitrios Skrontas Axilleas Tsartsidis      |
| Damendoppel  | Theodora Lambrianidou Grammatoula Sotiriou | Athanasia Paulina Vlachantoni Antonia Petroula Vlachantoni | Theodora Fragoulidou Christina Mavromatidou |
| Mixed        | Andreas Bittner Theodora Lambrianidou      | Marios Michail Boulios Dimitra Kalomira Kroystalli         | Panagiotis Skarlatos Polyvia Tzika          |
| Mixed        | Andreas Bittner Theodora Lambrianidou      | Marios Michail Boulios Dimitra Kalomira Kroystalli         | Maximos Paloukas Theodora Fragoulidou       |